# Día de América en Asturias

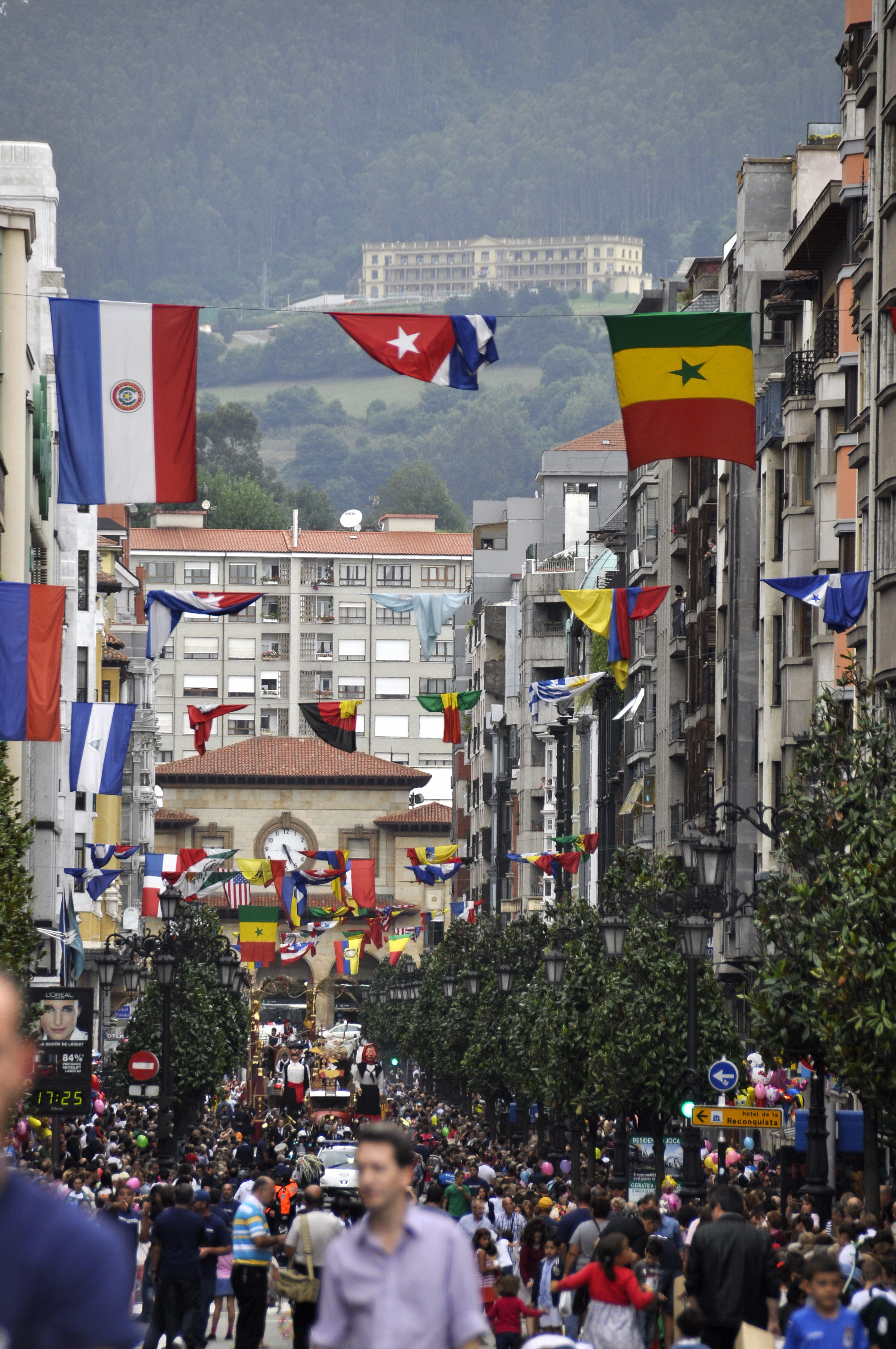
Calle Uría de Oviedo durante el Día de América

El  Día de América de Asturias es una fiesta de interés turístico nacional que se celebra en la ciudad asturiana de Oviedo, España, durante la festividad local de San Mateo el día 19 de septiembre de cada año. Se trata de un gran desfile folclórico y de carrozas que rememora el hermanamiento entre Asturias y América, ligadas por la emigración de los siglos siglo XIX y XX.

## Historia
El desfile parte de la idea de un fabricante valenciano de gigantes y cabezudos que habla con el dibujante Alfonso Iglesias indicando la gran posibilidad de las calles del centro para la realización de desfiles. Alfonso piensa en un gran desfile como homenaje a los emigrantes asturianos y a sus países de acogida.
La idea inicialmente presentaba dificultades de diferente tipo, sobre todo económicas, y no fue muy seguida, por lo que Alfonso involucra a Paco Sousa, a los alcaldes de Mieres, Gijón, Llanes y Lena.
Se ultiman los preparativos del primer desfile y Lorenzo Novo Mier da la noticia en La Voz de Asturias, siendo el que bautiza al desfile.
El primer desfile se celebra el 23 de septiembre de 1950. En este primer desfile aparecen sesenta haigas engalanados, nueve bandas de música y ocho carrozas. Las carrozas fueron diseñadas por Alfonso escogiendo el motivo de la emigración asturiana.
Los primeros siete años Alfonso estuvo al frente del desfile. En este tiempo se fueron añadiendo elementos al desfile como los alfonsinos y las madreñettes con el cambio de los países de destino de la emigración asturiana, el desfile empieza a incorporar nuevos países, todos ellos europeos. Así de esta forma empiezan a venir representaciones de Bélgica, Francia, Alemania o Suiza

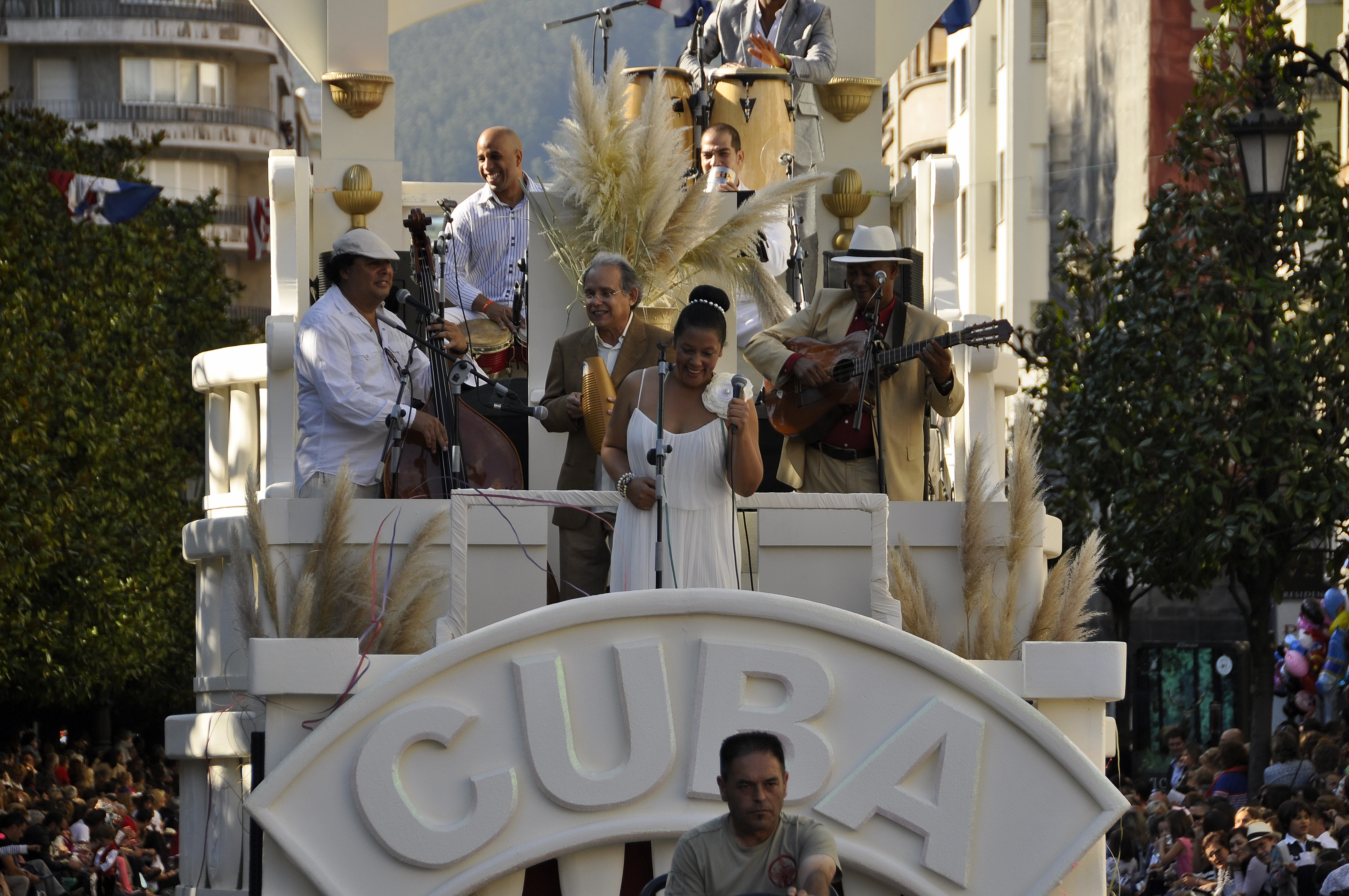
Carroza de Cuba en 2015

En 1988, retomando el criterio inicial de este desfile, la directiva de la Sociedad Ovetense de Festejos, en esta ocasión dirigida por Doña Aurora Puente Uria, realizó un homenaje al fundador de este evento, en ese entonces recientemente fallecido. Se encargaron cuatro carrozas con motivo central de Alfonso Iglesias y sus personajes al diseñador Gregorio Álvarez Iguacel  Diseñador y escenógrafo asturiano, constructor de carrozas para la S.O.F.

## El desfile hoy
Actualmente el Día de América está declarada Fiesta de Interés Turístico Nacional. El desfile discurre por la avenida principal de Oviedo, la calle Uría, la cual se engalana durante la semana de fiestas con las banderas de América. Es habitual que desfile la carroza vencedora del Desfile de Valdesoto. A ella se unen unas 12 carrozas de diferentes naciones y varios grupos folclóricos.